# Shelby Series 1
Shelby Series 1 je vysoce výkonný roadster navržený Carrollem Shelbym a vyráběný společností Shelby American.   
Série 1 je jediné auto, které kdy Carrol Shelby navrhl a zkonstruoval od základu. Všechny ostatní vozy Shelby jsou přepracované modely vyrobené jinými výrobci a upravené Shelbym (např. Shelby Cobra). 
Vývoj Series 1 stál Shelby značné náklady - peníze byly třeba na testování a především na nutné certifikace o splnění federálních bezpečnostních norem pro motorová vozidla z roku 1999. Po dokončení vývoje bylo pro modelový rok 1999 zkonstruováno 249 vozidel. 
Během výroby byla společnost Shelby American odkoupena společností Venture Corporation. Nákup zahrnoval práva na model Series 1, ale nikoli práva na produkci modelu Cobra. V roce 2004 společnost Venture Corporation zbankrotovala a práva na Series 1 odkoupila za dolar nová společnost Carrolla Shelbyho, Shelby Automobiles, Inc. Archivováno 27. 4. 2015 na Wayback Machine.. Nákup zahrnoval i nepoužité součástky Series 1, které umožnily zkompletovat několik dalších kusů. 
Protože vypršela platnost federálních bezpečnostních norem pro motorová vozidla z roku 1999 a náklady na opětovnou certifikaci automobilu byly neúnosné, všechny Series 1 vyrobené po tomto datu byly dokončeny jako „vozy na součástky“ a byly zákazníkům dodány bez motoru a převodovky. Tyto kusy „vozů na součástky“ postavené v roce 2005 byly označeny sedmimístným identifikačním číslem vozidla (VIN) a byly označeny sériovým číslem řady CSX5000. Původních 249 kusů z roku 1999 byly sériové automobily se sedmnáctimístným číslem VIN. 
Mnoho komponentů v interiéru pocházelo od společnosti General Motors, jako například zvukový systém Monsoon, kazetový přehrávač a CD přehrávač od Buicku či ovladače klimatizace od Pontiacu. 
Po bankrotu společnosti Venture Corporation se noví investoři obrátili na Carrolla Shelbyho s plány na výstavbu „Series 2“. Konstrukce byla skoro stejná jako u Series 1, ale s modernizovanými nárazníky, světly, vylepšenou hnací soustavou, více koňskými silami a dalšími zdokonaleními. K příležitosti výstavy Concorso Italiano 2006 v Monterey byly postaveny tři kusy Series 2 a vůz byl představen s cenou 225 000 dolarů. Bylo v plánu vyrobit větší, ovšem limitovanou sérii Series 2 a téměř všechny vozy byly ihned zamluveny. 
Ovšem těsně po dokončení tří prototypů a před zahájením výroby v USA začaly platit přísnější emisní a bezpečností zákony, což náklady na homologaci Series 2 značně prodražilo. Na voze byly provedeny potřebné změny a vše bylo řádně testováno, ale do projektu Series 2 už bylo investováno přes 5 milionů dolarů, společnosti došly peníze a vývoj vozu byl zastaven. Postaveny byly tedy pouze tři původní prototypy Series 2.

## Technické specifikace

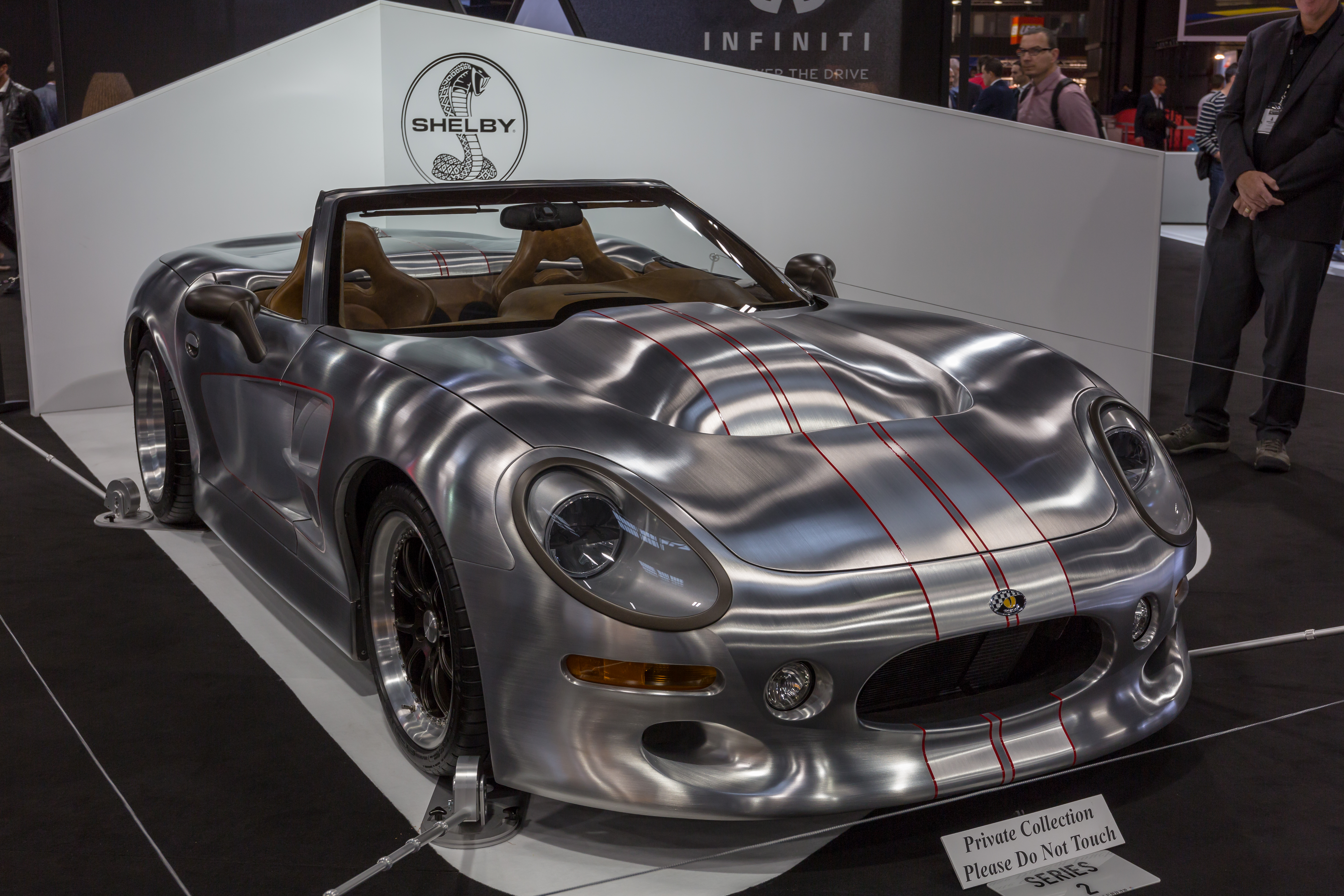
Hliníkové Series 2

Series 1 bylo vyrobeno ve verzích s přeplňováním i s čistě atmosférickým motorem. Přeplňovaná auta byla továrnou vybavena i většími brzdami a vylepšenou spojkou. Do výbavy Series 1 patřil posilovač řízení, závodní brzdového kotouče, klimatizace, elektricky ovládaná okna a audio systém AM/FM/CD. Střecha se skládala do prostoru za kokpitem vozu. Některé pozdější vozy byly prodávány jako roadster kompletně beze střechy. 
Vůz byl poháněn motorem L47 Aurora V8 DOHC výrobce Oldsmobile s objemem 4,0 litrů. Ten produkoval 320 koní při 6500 ot/min a 390 ‎N⋅m při 5000 ot/min. Z 0 na 100 km/h zrychloval za 4,4 sekundy. Maximální rychlost je 273,5 km/h. Vůz modelového roku 1999 vážil 1202 kilogramů.   